# Alice Van Walleghem
Alice Van Walleghem (Brussel, 12 juli 1920) was een Belgisch coloratuursopraan.
Zij kreeg haar muziekopleiding aan het Brussels conservatorium. Docenten waren (bariton) Armand Crabbé, mezzosopraan Ria Lenssens en Dora Claeys-Nordier. Haar loopbaan vatte aan met, met name radio- en televisieoptredens, waarbij de regelmatig nieuw (onbekend) werk zong, zoals het Concert voor Coloratuursopraan en orkest van Reinhold Glière. Ze gaf recitals in binnen- en buitenland, waarbij gezien het moderne karakter de begeleiding niet alleen uit piano bestond maar ook klavecimbel, gitaar, klarinet of viool. Speciale vermelding verdienden haar concerten met haar dochter de harpiste Claire Van Walleghem (vroeg overleden), waarvan ook enkele opnamen bewaard zijn gebleven. Haar piek lag in de jaren vijftig en zestig, daarna werd niets meer van haar vernomen.
Joaquin Rodrigo droeg zijn Cáncion der cucu (lied van de koekoek, 1937) voor zangstem en piano aan haar op. 